# داوید لوپز سیلوا
داوید لوپز سیلوا (انگلیسی: David López Silva؛ زادهٔ ۹ اکتبر ۱۹۸۹) یک بازیکن فوتبال اهل اسپانیا است.